# 茨城県の土地区画整理事業一覧

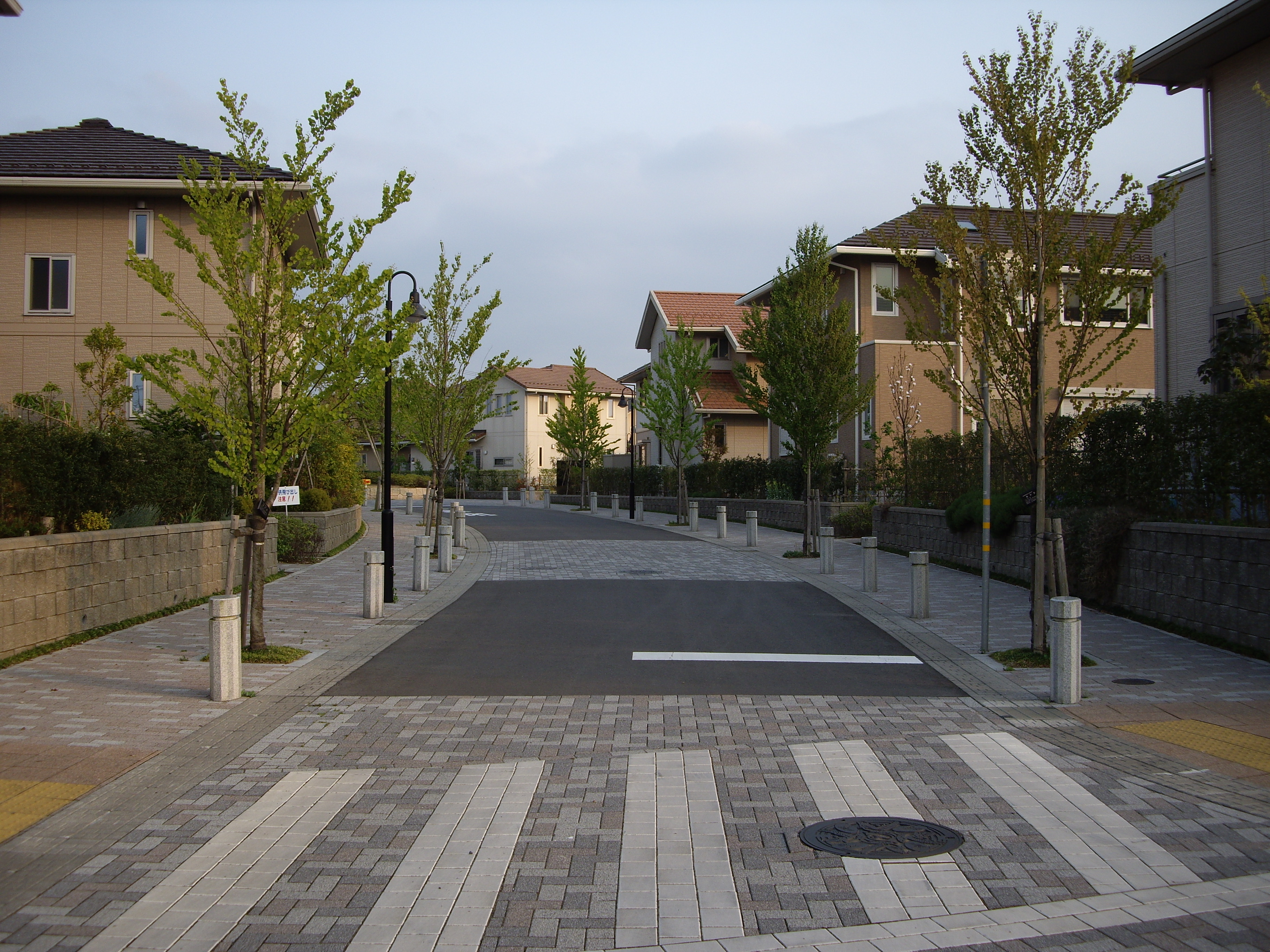
区画整理で生まれた陽光台

茨城県の土地区画整理事業一覧（いばらきけんのとちくかくせいりじぎょういちらん）は、
茨城県内で実施中、また実施されたの土地区画整理事業の一覧である。

## 水戸市
- 水戸第1-第5工区土地区画整理事業：公共施行、1947年-1976年
- 東前第一土地区画整理事業：組合施行、1991年-1998年
- 東前第二土地区画整理事業：公共施行、1995年- 施行中
- 東前第四土地区画整理事業：公共施行、1993年- 施行中
- 内原駅北土地区画整理事業：公共施行、2003年- 施行中
- 内原第2スワ土地区画整理事業：組合施行、1999年-2007年
- 内原第一土地区画整理事業：組合施行、1975年-1979年
- 赤塚駅南口土地区画整理事業：公共施行、1999年-2005年
- 河和田2丁目土地区画整理事業：組合施行、1995年-2001年
- 見和2丁目土地区画整理事業：公共施行、2000年-2006年

## つくば市
- 花室西部土地区画整理事業（現つくば市花園)
- 研究学園都市計画事業 研学第四土地区画整理事業：公共施行、1974年-1976年
- 研究学園都市計画事業 中根土地区画整理事業：公共施行、1960年-1981年
- 研究学園都市計画事業 葛城一体型特定土地区画整理事業 (つくば市, 促進区域) - 2000年から2018年にかけて行われた。研究学園、学園の森、学園南に地名変更された。
- 研究学園都市計画事業 萱丸一体型特定土地区画整理事業 (つくば市, 促進区域) - みどりの、みどりの中央、みどりの東、みどりの南に地名変更。
- 研究学園都市計画事業 上河原崎・中西特定土地区画整理事業 (つくば市, 促進区域) - かみかわ、高山、万博公園西に地名変更予定。
- 研究学園都市計画事業 中根・金田台特定土地区画整理事業 (つくば市, 促進区域)
- 研究学園都市計画事業 島名・福田坪一体型特定土地区画整理事業 (つくば市, 促進区域、公共(県)施行、2001年- 施行中) - 諏訪に地名変更予定。
- 豊里東部土地区画整理事業：組合施行、1978年-1981年
- 桜柴崎土地区画整理事業 - 桜 (つくば市)に地名変更。
- 若葉 (つくば市)土地区画整理事業
- 西の沢 (つくば市)土地区画整理事業
- 池の台 (つくば市)土地区画整理事業(稲敷郡茎崎村池の台)
- 豊里町東部土地区画整理事業 - 東光台に地名変更。
- 松の里土地区画整理事業
- 牧園土地区画整理事業

## 土浦市
- 乙戸土地区画整理事業：'70〜'78完成組合、茨城県土浦市
- 虫掛土地区画整理事業：'74〜'81完成組合、茨城県土浦市
- 木田余土地区画整理事業：'84 〜施行中組合、茨城県土浦市
- 中村西根土地区画整理事業：'85〜'90完成市、茨城県土浦市

## つくばみらい市
- 伊奈・谷和原丘陵部一体型特定土地区画整理事業 - みらい平駅周辺の区画整理事業、紫峰ヶ丘
- 絹の台小絹土地区画整理事業 - 常総ニュータウンの一地区、富士見ヶ丘 (つくばみらい市)、陽光台 (つくばみらい市)(県)施行、1993年- 施行中保留地分譲中

## かすみがうら市
- 神立駅西口地区土地区画整理事業 - 2012年から2021年。駅の東西自由通路や橋上駅舎化も進めている。
- 向原土地区画整理事業：'92 〜施行中組合

## 鹿嶋市
- 平井土地区画整理事業：'80〜'85完成組合
- 鉢形土地区画整理事業：'80〜'91完成組合
- 鹿嶋市平井南土地区画整理事業：組合施行、1989年-1992年
- 平井東部土地区画整理事業：'94 〜施行中組合
- 鹿島神宮駅周辺土地区画整理事業：'85 〜施行中市

## 神栖市
- 若松土地区画整理事業：'90 〜組合施行中
- 五郎台土地区画整理事業：'80〜'96組合完成
- 平泉外十二入会土地区画整理事業：'98〜'05組合施行中
- 三番蔵土地区画整理事業：組合施行、1980年-1983年
- 須田団地第一土地区画整理事業：組合施行、1984年-1986年
- 柳川土地区画整理事業：組合施行、1994年- 施行中

## 日立市
- 日立駅前土地区画整理事業：公共施行、1985年-1992年
- 日立港後背地土地区画整理事業：公共施行、1962年-1979年
- 久慈土地区画整理事業：組合施行、1967年-1971年
- 戸沢土地区画整理事業：組合施行、1968年-1977年
- 会瀬第二土地区画整理事業：組合施行、1970年-1981年
- 滑川浜土地区画整理事業：組合施行、1977年-1983年
- 東滑川土地区画整理事業：組合施行、1994年- 施行中
- 洞の入土地区画整理事業：組合施行、1980年-1989年
- 売貝尻土地区画整理事業：組合施行、1979年-1982年
- 後瀬ヶ島土地区画整理事業：組合施行、1981年-1984年
- 平沢土地区画整理事業：組合施行、2005年- 施行中
- 川尻駅東土地区画整理事業：組合施行、1981年-1990年
- 川尻観音前土地区画整理事業：組合施行、2000年- 施行中
- 川尻土地区画整理事業：組合施行、1978年-1983年
- 川尻第二土地区画整理事業：組合施行、1982年-1990年

## 取手市
- 下高井特定土地区画整理事業
- 取手市浜田・上萱場土地区画整理事業
- 北中原土地区画整理事業：'85〜'90完成組合
- 新取手土地区画整理事業：'96 〜施行中組合
- 取手ゆめみ野地区下高井土地区画整理事業
- 取手市フラワータウン土地区画整理事業
  - 小浮気の一部が藤代に地名変更。
- 取手駅北土地区画整理事業
  - 取手ウェルネスプラザ、サイクルステーションとりで（グッドデザイン賞受賞）などを整備。

## 守谷市
- 取手都市計画事業 守谷東特定土地区画整理事業 (促進区域)
- 取手都市計画事業 北守谷特定土地区画整理事業：常総ニュータウン北守谷
- 取手都市計画事業 南守谷特定土地区画整理事業：常総ニュータウン南守谷 (促進区域)
- 取手都市計画事業 守谷駅周辺一体型土地区画整理事業
- 取手都市計画事業 守谷町乙子高野土地区画整理事業
- 取手都市計画事業 守谷町工業団地土地区画整理事業
- 守谷市松並土地区画整理事業 - 2011年から2017年
- 守谷市原東土地区画整理事業 - 2011年から2014年

## 牛久市
- 竜ケ崎・牛久都市計画事業 柏田土地区画整理事業：1981年-1992年
- 竜ケ崎・牛久都市計画事業 牛久市牛久北部特定土地区画整理事業：1992年-2007年(促進区域)
- 竜ケ崎・牛久都市計画事業 牛久駅東特定土地区画整理事業 (促進区域)
- 竜ケ崎・牛久都市計画事業 東下根特定土地区画整理事業 (促進区域)
- 竜ケ崎・牛久都市計画事業 柏田特定土地区画整理事業（促進区域）

## 龍ケ崎市
- 竜ケ崎・牛久都市計画事業 竜ヶ崎ニュータウン特定土地区画整理事業
- 竜ケ崎・牛久都市計画事業 龍ケ崎市野原土地区画整理事業：組合施行、1975年-1980年
- 竜ケ崎・牛久都市計画事業 佐貫駅東特定土地区画整理事業（促進区域)
- 竜ケ崎・牛久都市計画事業 北竜台特定土地区画整理事業 (促進区域)
- 竜ケ崎・牛久都市計画事業 龍ヶ岡特定土地区画整理事業 (促進区域)

## ひたちなか市
- 勝田第3工区土地区画整理事業：公共施行、1943年-1976年
- 勝田第4工区土地区画整理事業：公共施行、1943年-1990年
- 第1期山崎工業団地土地区画整理事業：組合施行、1988年-1990年
- 第2期山崎工業団地土地区画整理事業：組合施行、1994年-1997年
- 沢メキ土地区画整理事業：組合施行、1981年-1986年
- 津田北部土地区画整理事業：'92 〜施行中組合
- ひたちなか市六ツ野土地区画整理事業
- はしかべ土地区画整理事業：組合施行、1973年-1977年
- 船窪土地区画整理事業：組合施行、1997年- 施行中
- 相金土地区画整理事業：組合施行、1972年-1976年
- 武田土地区画整理事業：公共施行、1989年- 施行中
- 阿字ヶ浦土地区画整理事業：公共施行、1990年- 施行中
- 海老内土地区画整理事業：組合施行、1979年-1981年
- 遠原土地区画整理事業：組合施行、1979年-1987年
- 神敷台土地区画整理事業：組合施行、1986年-1994年
- 外野第一土地区画整理事業：組合施行、1982年-1993年
- 後野土地区画整理事業：組合施行、1976年-1977年
- 笹野第一土地区画整理事業：組合施行、1975年-1976年
- 第一田中後土地区画整理事業：公共施行、1989年- 施行中
- 高野小貫山土地区画整理事業：組合施行、1993年- 施行中
- 高野堀向土地区画整理事業：組合施行、1986年-1988年
- 南浜田土地区画整理事業：組合施行、1972年-1993年
- 常陸那珂土地区画整理事業：公共(県)施行、1989年-
- 西塚原土地区画整理事業：組合施行、1968年-2000年
- 柳沢土地区画整理事業：組合施行、1972年-1976年
- 田中後土地区画整理事業：公共施行、1973年-1977年
- 西古内土地区画整理事業：組合施行、1992年- 施行中
- 八幡町土地区画整理事業：組合施行、1989年-1990年

## 筑西市
- 八丁台土地区画整理事業：公共施行、1989年- 施行中
- 駅南土地区画整理事業：公共施行、1964年-1982年
- 下岡崎土地区画整理事業：公共施行、1985年-2004年
- 二木成土地区画整理事業：公共施行、1975年-1981年

## 那珂市
- 上菅谷駅前土地区画整理事業：公共施行、2002年- 施行中
- 東組土地区画整理事業：組合施行、1987年-1989年
- 下菅谷土地区画整理事業：組合施行、1992年- 中止　地区計画で都決済
- みの内土地区画整理事業：組合施行、1982年-1986年

## 古河市
- 古河駅東部土地区画整理事業：公共施行、1998年- 施行中
- 下辺見西部土地区画整理事業：公共施行、1985年-1990年
- 片田南西部土地区画整理事業 1995年-施行中

## 石岡市
- ばらき台土地区画整理事業：組合施行、1975年-1977年
- 八軒向土地区画整理事業：組合施行、1975年-1978年
- 石岡駅東土地区画整理事業：公共施行、1986年-2007年
- 彦市山土地区画整理事業：組合施行、1973年-1976年
- 南台土地区画整理事業：公共施行、1982年-1992年

## 桜川市
- 岩瀬駅前土地区画整理事業：組合施行、1982年-1991年[1]。明日香、富士見台などに地名変更。
- 羽黒第１地区土地区画整理事業︰組合施行、事業未認可。2002年事業休止[2]。

## 下妻市
- 下館・結城都市計画事業下妻東部第一土地区画整理事業：公共施行、1996年-2005年

## 常総市
- 常総インターチェンジ周辺地区土地区画整理事業 - 2018年～施行中
- 水海道都市計画事業森下土地区画整理事業

## 笠間市
- 笠間駅北土地区画整理事業：組合施行、1998年-2006年
- 友部駅前土地区画整理事業：公共施行、1956年-1985年
- 石井北部・寺崎土地区画整理事業：組合施行、1991年-2000年

## 潮来市
- 潮来市内洲土地区画整理事業：組合施行、1956年-1976年

## 常陸太田市
- 行家前土地区画整理事業：組合施行、1977年-1979年
- 駅西土地区画整理事業：組合施行、1977年-1979年
- 釜田土地区画整理事業：組合施行、1978年-1983年
- 上軍田土地区画整理事業：組合施行、1979年-1982年
- 宮本土地区画整理事業：組合施行、1986年-1989年
- 枡形土地区画整理事業：組合施行、1982年-1985年
- 駅南土地区画整理事業：組合施行、1984年-1988年
- 滝坂土地区画整理事業：組合施行、2000年-2007年
- 東部南土地区画整理事業：組合施行、1994年-2001年

## 結城市
- 下館・結城都市計画事業結城南部第二土地区画整理事業
- 結城南部第四土地区画整理事業 - 下り松などに地名変更。

## 北茨城市
- 磯原駅西土地区画整理事業：公共施行、1979年-1997年
- 磯原駅前土地区画整理事業：公共施行、1954年-1977年
- 五浦土地区画整理事業：組合施行、1977年-1982年
- 大津港駅東土地区画整理事業：公共施行、1971年-1979年

## 大洗町
- 磯道・見附窪土地区画整理事業：組合施行、1986年-1990年
- 一本松土地区画整理事業：組合施行、1998年-2007年
- 桜道土地区画整理事業：組合施行、1972年-1988、1998年
- 五反田土地区画整理事業：組合施行、1985年-1989年
- 吹上土地区画整理事業：組合施行、1980年-1983年
- 東光台土地区画整理事業：組合施行、1974年-1977年
- 和銅土地区画整理事業：組合施行、1977年-1983年

## 茨城町
- 茨城町前田・長岡土地区画整理事業：公共施行、2000年- 中止事業

## 阿見町
- 中郷土地区画整理事業：'90 〜施行中
- 岡崎土地区画整理事業：'91 〜施行中
- 本郷第一土地区画整理事業：'94 〜施行中

## 五霞町
- 五霞インターチェンジ周辺地区土地区画整理事業：組合施行・業務代行方式、2014年-2019年
- 岩井・境都市計画事業冬木特定土地区画整理事業：公共施行、1980年-1986年（五霞町, 促進区域）

## 境町
- 陽光台土地区画整理事業：'92 〜組合施行中

## 東海村
- 東海駅西土地区画整理事業 - 1973年〜施行中
- 東海駅東土地区画整理事業 - 1986年〜施行中
- 東海中央地区土地区画整理事業